# 静岡県道342号河原大井川港線
静岡県道342号河原大井川港線（しずおかけんどう342ごう かわらおおいがわこうせん）は静岡県島田市から同県焼津市飯淵（はぶち）までを結ぶ一般県道である。

## 概要

### 路線データ
- 起点：島田市河原（静岡県道381号島田岡部線交点、大井川橋東）
- 終点：焼津市飯淵（大井川港周辺）

大半が大井川左岸の堤防上を通っている。起点から谷口橋（静岡県道34号島田吉田線）までと、はばたき橋および富士見橋（国道150号）周辺は2車線が確保されている。

## 通過自治体
- 静岡県
  - 島田市 - 藤枝市 - 焼津市

## 重複区間
- 静岡県道34号島田吉田線（約0.9km）
- 国道150号（約240m）

## 接続する道路
- 静岡県道381号島田岡部線
- 静岡県道34号島田吉田線
- 静岡県道356号善左衛門藤枝停車場線
- 国道150号
- 静岡県道31号焼津榛原線 - 終点から市道を経て大平橋西側の交差点に接続

## 沿線の施設他
- 大井川橋
- 東海パルプ
- 東海道本線
- 島田市立島田第三小学校
- アピタ島田店
- ネスレ日本島田工場
- 持田製薬藤枝事業所
- 科研製薬
- ニチビ
- 東海道新幹線
- 日清紡藤枝工場
- 日清食品静岡工場
- 東名高速道路
- 焼津市大井川河川敷運動公園
- 大井川港